# Erupção de raios gama

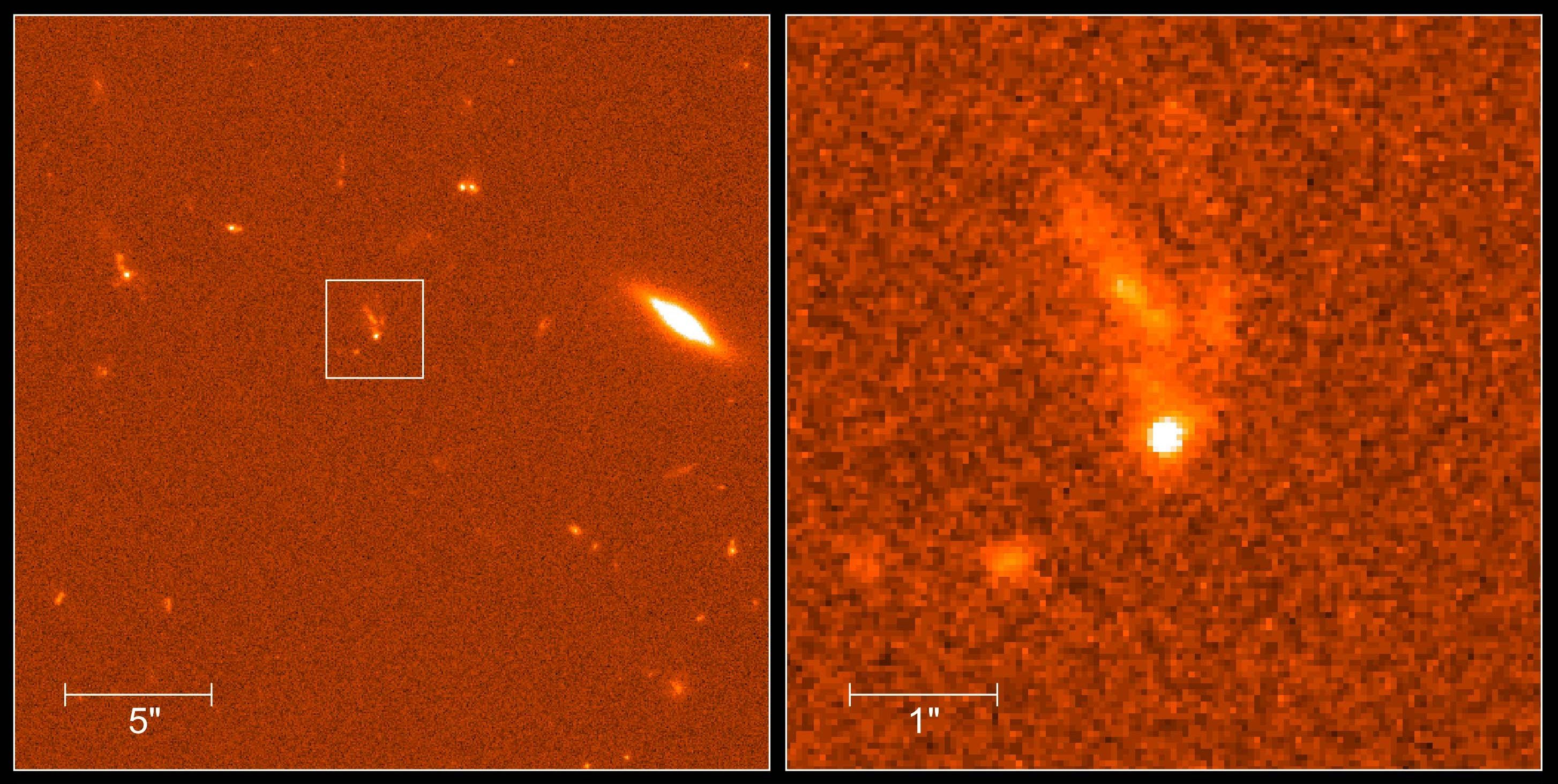

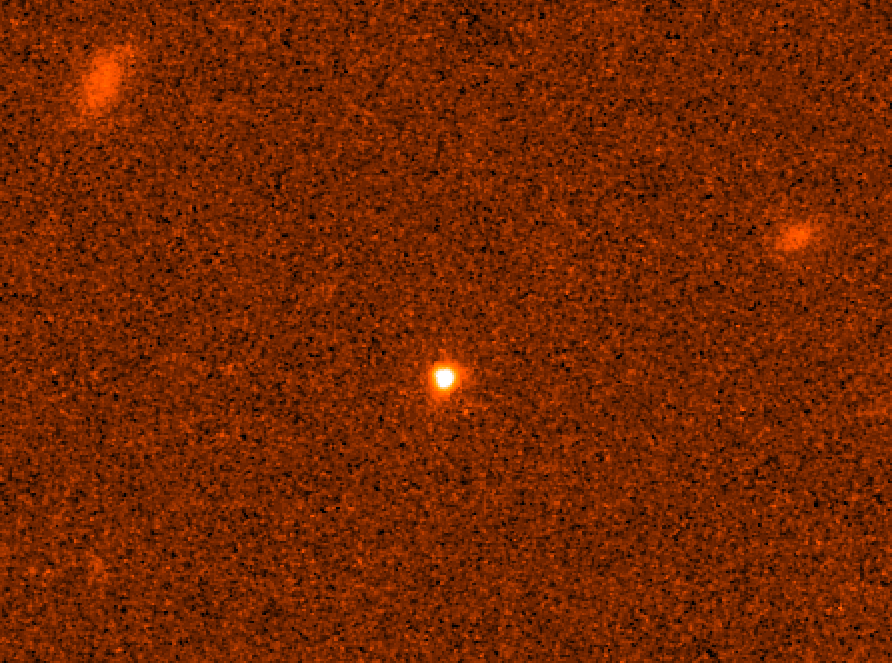
Luminescência visível de GRB 970508 observada um mês depois da detecção da erupção.

As erupções de raios gama (GRB Gamma Ray Burst em inglês) são explosões extremamente energéticas que foram vistas em galáxias distantes. Elas são os fenómenos mais luminosos que se conhecem no universo. Um estudo sugere que, quando se trata das maiores e mais brilhantes explosões, as estrelas precisam de uma estrela parceira para fazer uma explosão de raios gama.
Consistem em potentes flashes de raios gama que duram entre uns poucos segundos até várias horas. Estes flashes ocorrem aparentemente de forma aleatória no céu sem seguir uma distribuição concreta. Foram descobertos inicialmente pelos satélites encarregados de detectar explosões nucleares atmosféricas ou no espaço. Apesar da surpresa inicial, de seguida foi constatado que provinham de fora do sistema solar. Há que ter em conta que não haviam sido descobertos a partir da superfície da Terra porque a atmosfera absorve de maneira eficaz a radiação gama.
De seguida foi construído o Compton gamma ray observatory, no ano de 1991, com a finalidade de estudar estas manifestações a fundo. Este satélite levava um instrumento chamado BATSE (Burst and Transient Source Experiment), o qual detectava vários flashes por dia. Calculou-se que sua distribuição no espaço era isotrópica. Isto revelou que eram fenómenos extragalácticos, já que  se ocorressem na Via Láctea, a sua distribuição não poderia ser uniforme porque o Sol está muito afastado do centro da galáxia.
Dada a sua intensidade e seu distanciamento, deduziu-se que deviam ser fenómenos muito potentes. Ao mesmo tempo, detectou-se que havia um mínimo de potência nos GRBs que correspondia a galáxias mais afastadas. Não os havia mais fracos porque tão longe no espaço, a esse tempo já não haveria galáxias. Os flashes que se detectavam eram de curta e larga duração: desde apenas umas fracções de segundo até dezenas de segundos ou mais. Mas durante muito tempo foi impossível caçar essas emissões com os telescópios ópticos convencionais, para observar sua possível correspondência no visível, quer devido à sua brevidade quer pela pobre resolução angular que tinham os detectores gama. Esta dificuldade tecnológica impedia observar o espectro.
Para obviar esta dificuldade, foi lançado em 1997 o Beppo-Sax. Este satélite tinha, para além de detector gama, um par de câmeras mais precisas nos raios-X. Sabia-se que também emitiam nessa frequência e tratava-se de que uma vez detectada a fonte gama, essas câmeras davam o seu enfoque para essa zona do espaço para precisar melhor sua posição e poder transmitir as coordenadas celestes aos telescópios na Terra. Graças à coordenação entre o satélite e diversos observatórios terrestres, conseguiu-se por fim observá-los no espectro óptico. Via-se um ponto que logo desaparecia. Mas só isso era suficiente para observar os primeiros espectros e conseguiam-se distâncias baseadas no desvio para o vermelho. No primeiro que se observou-se um desvio Z=0,6. Comparando distâncias e intensidades luminosas, obtiveram-se valores de energia incríveis: 1055 - 1056 ergs, comparados com os 1053 ergs que emite uma supernova.
A hipótese para explicar semelhante fonte de energia foi a de que os flashes seriam emitidos num eixo estreito e bipolar não isotrópico. A energia total do duplo jorro de energia concentrada poderia não ser maior que os 1052 - 1053 ergs, ajustando-se assim de maneira melhor às ordens de magnitude dos fenómenos estelares. Mas esta solução apresentava um novo problema, já que, sendo dessa maneira, o lógico era pensar que se produziam muitas mais explosões de raios gama do que as que se observavam realmente. O mistério prosseguiu até que se detectou uma contrapartida óptica num flash situado numa galáxia próxima, à qual se associou uma supernova de tipo SNIb. Mas esta associação somente se havia observado para as erupções de larga duração, que pareceriam responder às especulativas hipernovas, fenómenos associados ao colapso de estrelas supermassivas em buracos negros.
No que diz respeito às erupções mais curtas, de menos de um segundo, poderiam estar associadas a objectos compactos preexistentes, que teriam colidido. Estrela de nêutrons chocando entre si ou contra buracos negros, por exemplo. Os modelos indicam que duas estrelas de nêutrons que se precipitem uma sobre a outra formariam um buraco negro e de seguida emitiriam uma erupção de muito curta duração antes que alguma emissão pudesse escapar. No entanto, por azar e devido à sua brevidade, são muito difíceis de captar com um telescópio óptico, uma vez se tenha realizado o avistamento desde o espaço. A sincronia deveria ser perfeita e instantânea, algo que ainda não se logrou fazer por agora. Assim sendo, estas hipóteses são puras especulações.

## Classificação
As curvas de luz das explosões de raios gama são extremamente diversas e complexas. Não há duas curvas de luz de explosão de raios gama idênticas, com grande variação observada em quase todas as propriedades: a duração da emissão observável pode variar de milissegundos a dezenas de minutos, pode haver um único pico ou vários subpulsos individuais e os picos podem ser simétricos ou com brilho rápido e desbotamento muito lento.

### Explosões curtas de raios gama
Eventos com duração inferior a cerca de dois segundos são classificados como rajadas curtas de raios gama (SGRB). Eles representam cerca de 30% das explosões de raios gama, mas até 2005, nenhum brilho posterior foi detectado com sucesso em qualquer evento curto e pouco se sabia sobre suas origens. Desde então, várias dúzias de pós-explosão de raios gama curtos foram detectadas e localizadas, várias das quais estão associadas a regiões com pouca ou nenhuma formação estelar, como grandes galáxias elípticas e as regiões centrais de grandes aglomerados de galáxias.  Uma pequena fração de pequenas rajadas de raios gama é provavelmente produzida por explosões gigantes de repetidores gama suaves em galáxias próximas.
Com base em observações, os astrônomos confirmaram que o objeto GRB181123B está localizado a 10 bilhões de anos-luz de distância. O SGRB em um período tão precoce pode alterar teorias sobre suas origens, particularmente o tempo que duas estrelas de nêutrons levam para se fundir e produzir essas poderosas explosões, bem como a taxa de fusão de estrelas de nêutrons no universo jovem.

### Longas explosões de raios gama
A maioria dos eventos observados (70%) tem duração superior a dois segundos e são classificados como longas explosões de raios gama (GRB). Como esses eventos constituem a maioria da população e porque tendem a ter as sequelas mais brilhantes, eles foram observados com muito mais detalhes do que seus colegas curtos.

#### Início e manutenção de rotação
Uma longa explosão de raios gama que ocorre quando uma estrela massiva com cerca de dez vezes o tamanho do nosso sol se torna supernova, entra em colapso em uma estrela de nêutrons ou buraco negro e dispara um jato relativístico de material para o espaço. Em vez de a estrela cair radialmente para dentro, ela se achata em um disco para conservar o momento angular. À medida que o material cai para dentro, esse momento angular o lança ao longo do eixo polar. Mas, para produzir um jato de material, a estrela precisa girar rápido o suficiente para lançar o material ao longo do eixo. Isso representa um problema, já que as estrelas, na maioria das vezes, perdem  rapidamente qualquer volta que ganham. A questão é como uma estrela começa a girar ou mantém sua rotação ao longo do tempo. Elas fazem isso roubando energia rotacional da estrela companheira, cuja conseqüência é que eles se afastam ainda mais.

### Explosões de raios gama ultra-longas
Esses eventos estão no final da distribuição de longa duração de GRB, com duração superior a 10 000 segundos. Eles foram propostos para formar uma classe separada, causada pelo colapso de uma estrela supergigante azul, um evento de rompimento das marés ou um magnetar recém-nascido.